# Badminton 2004
Höhepunkte des Badmintonjahres 2004 waren das olympische Badmintonturnier, der Thomas Cup und der Uber Cup.
== World Badminton Grand Prix ==
| Veranstaltung       | Herreneinzel         | Dameneinzel  | Herrendoppel                         | Damendoppel                                | Mixed                               |
| ------------------- | -------------------- | ------------ | ------------------------------------ | ------------------------------------------ | ----------------------------------- |
| Thailand Open       | Boonsak Ponsana      | Yao Jie      | Luluk Hadiyanto Alvent Yulianto      | Zhang Dan Zhang Yawen                      | Nathan Robertson Gail Emms          |
| Swiss Open          | Lin Dan              | Gong Ruina   | Fu Haifeng Cai Yun                   | Gao Ling Huang Sui                         | Kim Dong-moon Ra Kyung-min          |
| All England         | Lin Dan              | Gong Ruina   | Jens Eriksen Martin Lundgaard Hansen | Gao Ling Huang Sui                         | Kim Dong-moon Ra Kyung-min          |
| Korea Open          | Xia Xuanze           | Zhang Ning   | Luluk Hadiyanto Alvent Yulianto      | Yang Wei Zhang Jiewen                      | Kim Dong-moon Ra Kyung-min          |
| Japan Open          | Ronald Susilo        | Mia Audina   | Ha Tae-kwon Kim Dong-moon            | Ra Kyung-min Lee Kyung-won                 | Nova Widianto Vita Marissa          |
| Malaysia Open       | Lee Chong Wei        | Zhang Ning   | Choong Tan Fook Lee Wan Wah          | Yang Wei Zhang Jiewen                      | Zhang Jun Gao Ling                  |
| US Open             | Lee Yen Hui Kendrick | Xing Aiying  | Howard Bach Tony Gunawan             | Chien Yu-chin Cheng Wen-hsing              | Lin Wei-hsiang Cheng Wen-hsing      |
| Dutch Open          | Kenneth Jonassen     | Pi Hongyan   | Tony Gunawan Howard Bach             | Lena Frier Kristiansen Kamilla Rytter Juhl | Thomas Laybourn Kamilla Rytter Juhl |
| Denmark Open        | Lin Dan              | Xie Xingfang | Lars Paaske Jonas Rasmussen          | Wei Yili Zhao Tingting                     | Chen Qiqiu Zhao Tingting            |
| German Open         | Lin Dan              | Xie Xingfang | Mathias Boe Carsten Mogensen         | Zhang Dan Zhang Yawen                      | Carsten Mogensen Rikke Olsen        |
| China Open          | Lin Dan              | Xie Xingfang | Candra Wijaya Sigit Budiarto         | Zhang Jiewen Yang Wei                      | Jens Eriksen Mette Schjoldager      |
| Singapur Open       | Kenneth Jonassen     | Zhang Ning   | Luluk Hadiyanto Alvent Yulianto      | Yang Wei Zhang Jiewen                      | Nova Widianto Liliyana Natsir       |
| Chinese Taipei Open | Lee Chong Wei        | Chie Umezu   | Chan Chong Ming Koo Kien Keat        | Chien Yu-chin Cheng Wen-hsing              | Koo Kien Keat Wong Pei Tty          |
| Indonesia Open      | Taufik Hidayat       | Xie Xingfang | Luluk Hadiyanto Alvent Yulianto      | Yang Wei Zhang Jiewen                      | Zhang Jun Gao Ling                  |
| Hong Kong Open      | abgesagt             | abgesagt     | abgesagt                             | abgesagt                                   | abgesagt                            |

## Terminkalender
| Veranstaltung                                     | Ort                   | Beginn             | Ende               |
| ------------------------------------------------- | --------------------- | ------------------ | ------------------ |
| Südkoreanische Badmintonmeisterschaft 2003        | Gwangmyeong           | 2. Januar 2004     | 5. Januar 2004     |
| Westdeutsche Badmintonmeisterschaft 2004          | Bottrop               | 10. Januar 2004    | 11. Januar 2004    |
| Polish Juniors 2004                               | Głubczyce             | 15. Januar 2004    | 18. Januar 2004    |
| Thailand Open 2004                                | Bangkok               | 20. Januar 2004    | 25. Januar 2004    |
| Deutsche Badmintonmeisterschaft 2004              | Bielefeld             | 29. Januar 2004    | 1. Februar 2004    |
| Polnische Badmintonmeisterschaft 2004             | Słupsk                | 30. Januar 2004    | 1. Februar 2004    |
| Schweizer Badmintonmeisterschaft 2004             | Aarau                 | 30. Januar 2004    | 1. Februar 2004    |
| Englische Meisterschaft 2004                      | Manchester            | 30. Januar 2004    | 1. Februar 2004    |
| Estnische Badmintonmeisterschaft 2004             | Tallinn               | 31. Januar 2004    | 1. Februar 2004    |
| Irische Badmintonmeisterschaft 2004               | Lisburn               | 31. Januar 2004    | 1. Februar 2004    |
| Tschechische Badmintonmeisterschaft 2004          | Pilsen                | 28. Februar 2004   | 29. Februar 2004   |
| Swiss Open 2004                                   | Münchenstein          | 2. März 2004       | 7. März 2004       |
| All England 2004                                  | Birmingham            | 9. März 2004       | 14. März 2004      |
| German Juniors 2004                               | Bottrop               | 11. März 2004      | 14. März 2004      |
| French Open 2004                                  | Paris                 | 17. März 2004      | 21. März 2004      |
| Dutch International 2004                          | Wateringen            | 25. März 2004      | 28. März 2004      |
| Badminton bei den Südasienspielen 2004            | Islamabad             | 29. März 2004      | 7. April 2004      |
| Badminton-Europameisterschaft 2004                | Genf                  | 16. April 2004     | 24. April 2004     |
| Badminton-Mannschaftseuropameisterschaft 2004     | Genf                  | 16. April 2004     | 24. April 2004     |
| Badminton-Afrikameisterschaft 2004                | Beau Bassin-Rose Hill | 18. April 2004     | 24. April 2004     |
| Badminton-Asienmeisterschaft 2004                 | Kuala Lumpur          | 20. April 2004     | 25. April 2004     |
| Uber Cup 2004                                     | Jakarta               | 7. Mai 2004        | 16. Mai 2004       |
| Thomas Cup 2004                                   | Jakarta               | 7. Mai 2004        | 16. Mai 2004       |
| Portugiesische Badmintonmeisterschaft 2004        | Óbidos                | 15. Mai 2004       | 16. Mai 2004       |
| Malaysia Open 2004                                | Bandar Indera Mahkota | 29. Juni 2004      | 4. Juli 2004       |
| Estonian International 2004                       | Tallinn               | 3. Juli 2004       | 4. Juli 2004       |
| Junioren-Badmintonasienmeisterschaft 2004         | Hwacheon              | 12. Juli 2004      | 18. Juli 2004      |
| Badminton an den Olympischen Sommerspielen 2004   | Goudi Olympic Hall    | 14. August 2004    | 21. August 2004    |
| Badminton bei den Pekan Olahraga Nasional XVI     | Palembang             | 2. September 2004  | 14. September 2004 |
| Bulgarian International 2004                      | Sofia                 | 16. September 2004 | 19. September 2004 |
| Senioren-Badmintoneuropameisterschaft             | Almuñécar             | 21. September 2004 | 26. September 2004 |
| Europäische Badminton-Hochschulmeisterschaft 2004 | Krakau                | 23. September 2004 | 26. September 2004 |
| Czech International 2004                          | Liberec               | 30. September 2004 | 3. Oktober 2004    |
| Denmark Open 2004                                 | Aarhus                | 5. Oktober 2004    | 10. Oktober 2004   |
| Brazil International 2004                         | São Paulo             | 9. Oktober 2004    | 12. Oktober 2004   |
| German Open 2004                                  | Duisburg              | 12. Oktober 2004   | 17. Oktober 2004   |
| Badminton-Juniorenweltmeisterschaft 2004          | Richmond              | 21. Oktober 2004   | 30. Oktober 2004   |
| Slovak International 2004                         | Prešov                | 21. Oktober 2004   | 24. Oktober 2004   |
| India International 2004                          | Hyderabad             | 21. Oktober 2004   | 27. Oktober 2004   |
| Hungarian International 2004                      | Budapest              | 28. Oktober 2004   | 31. Oktober 2004   |
| China Open 2004                                   | Tianhe                | 9. November 2004   | 14. November 2004  |
| Japanische Badmintonmeisterschaft 2004            | Präfektur Osaka       | 9. November 2004   | 14. November 2004  |
| Singapur Open 2004                                | Singapur              | 15. November 2004  | 21. November 2004  |
| Bitburger Open 2004                               | Saarbrücken           | 29. November 2004  | 5. Dezember 2004   |
| Chinese Taipei Open 2004                          | Taoyuan               | 30. November 2004  | 5. Dezember 2004   |
| Badminton bei den Commonwealth Youth Games 2004   | Bendigo               | 30. November 2004  | 3. Dezember 2004   |
| Indonesia Open 2004                               | Jakarta               | 13. Dezember 2004  | 19. Dezember 2004  |
| Südkoreanische Badmintonmeisterschaft 2004        | Seoul                 | 26. Dezember 2004  | 29. Dezember 2004  |